# Pseudonapomyza ovalis
Pseudonapomyza ovalis är en tvåvingeart som beskrevs av Zlobin 2002. Pseudonapomyza ovalis ingår i släktet Pseudonapomyza och familjen minerarflugor.
Artens utbredningsområde är Tanzania. Inga underarter finns listade i Catalogue of Life.